# Tigristunnel

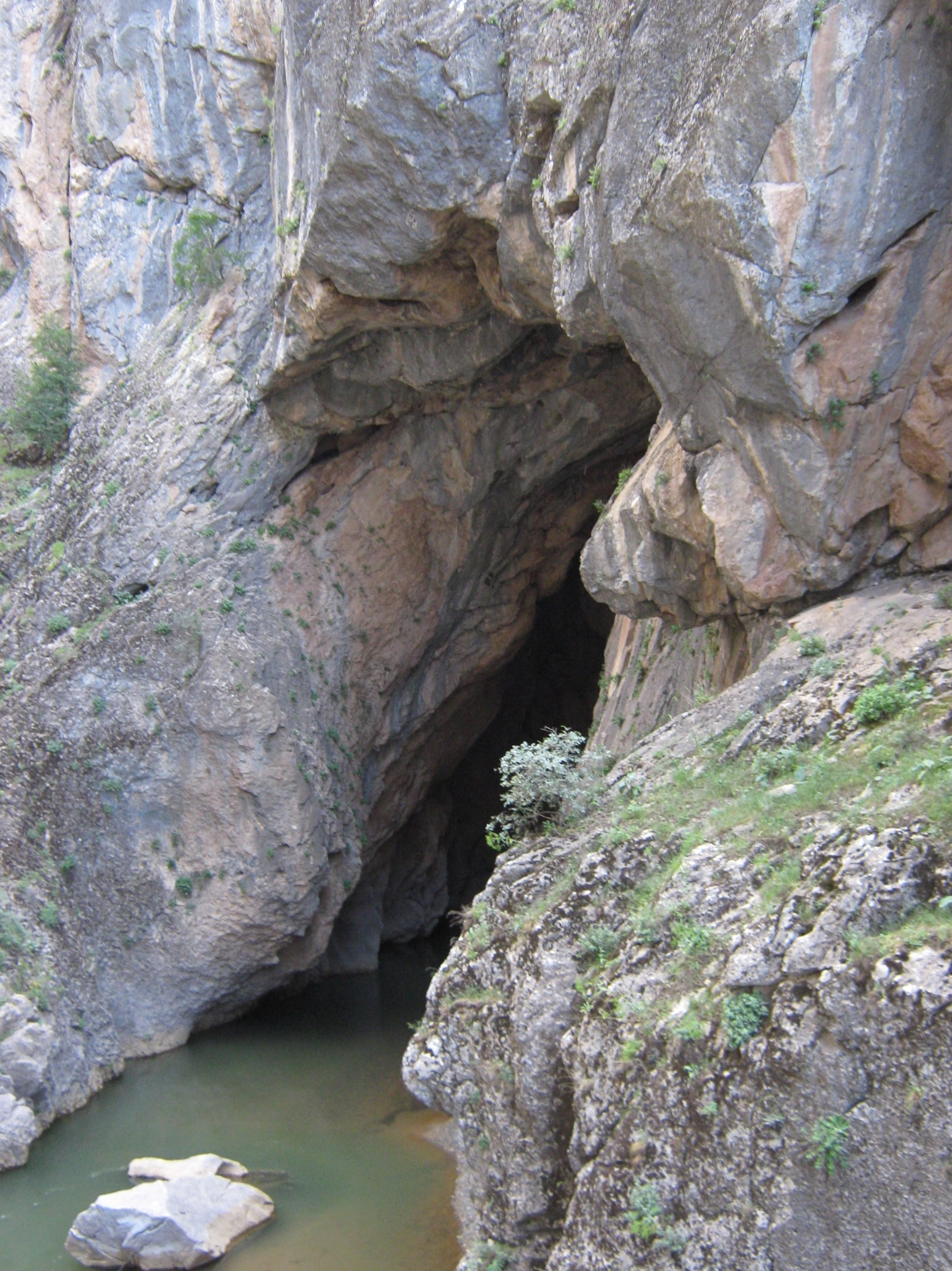
Ausgang des Tigristunnels

Der Tigristunnel ist eine rund 750 Meter lange Höhle etwa 100 km von der türkischen Stadt Diyarbakır entfernt. Durch diese Höhle fließt der Berkilin Çay, gemeinsam mit dem Maden ein Quellfluss des Tigris. Das Ende der Höhle wurde daher oft als Tigrisquelle bezeichnet, tatsächlich tritt der Berkilin Çay jedoch etwas weiter westlich bei Bingöl an die Oberfläche. Im Umfeld des Tigristunnels befinden sich mehrere archäologische Denkmäler.

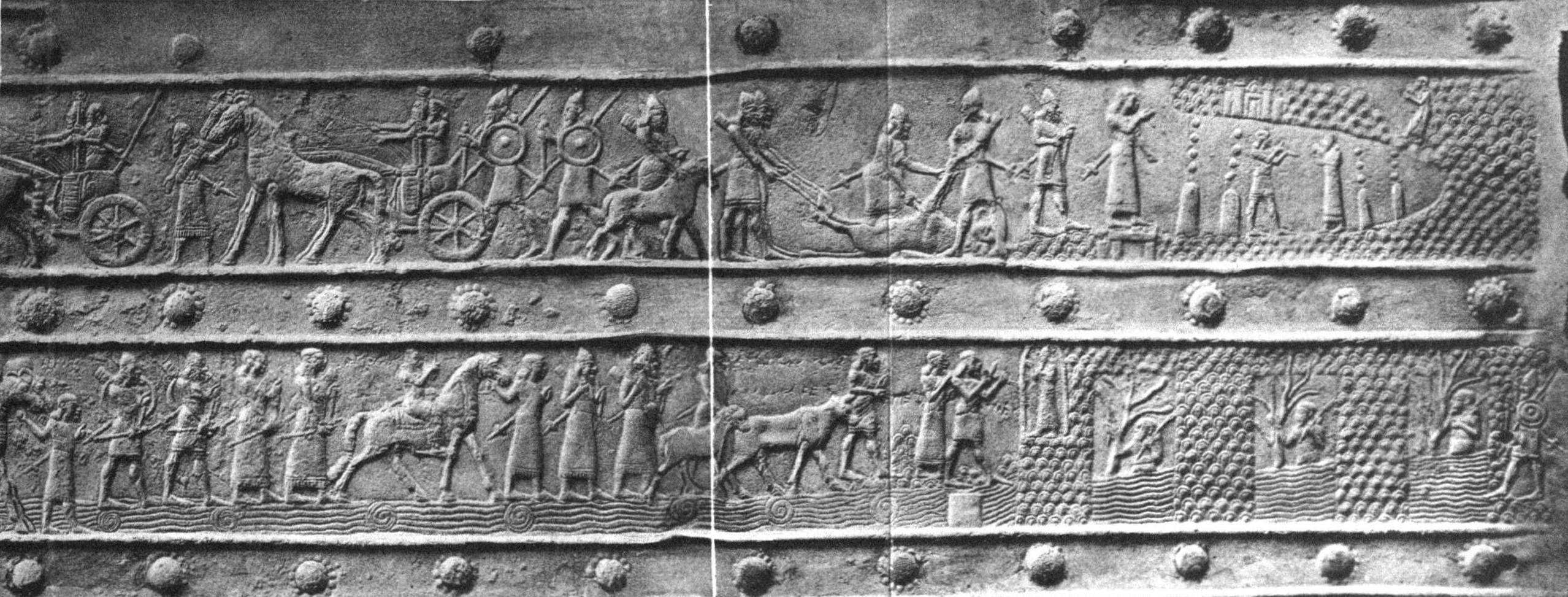
Darstellung der Herstellung eines Felsreliefs im Tigristunnel

Am bekanntesten hiervon sind die Reliefs von Tiglat-Pileser I. und Salmanassar III., die direkt an der Wand des Tigristunnels angebracht sind. Die Torbeschläge aus Balawat stellen ihre Herstellung dar. Oberhalb des Tunnels befindet sich ein natürlicher Felsbogen, der durch urartäische Felstreppen mit diesem verbunden ist. Oberhalb des anderen Tunnelendes befinden sich weitere Höhlen, an der größten davon verewigte sich Salmanassar III. mit einem weiteren Relief und einer Keilinschrift, die allerdings schlecht erhalten ist.